# Mensaje de distracción
Se llaman mensajes de distracción a aquellas comunicaciones con contenido falso intercambiadas entre dos interlocutores que se saben o que presienten, debido a alguna crítica circunstancia política, económica, industrial o tecnológica, que están siendo observados, interceptados, filmados o grabados por agentes de algún tipo de Servicio de Inteligencia.
Igualmente esta búsqueda de información es llevada a cabo por personas inescrupulosas dedicadas a la comercialización de información clasificada y que obedecen al objetivo del lucro debido a la preocupación de otro país en determinado tema.

## Existen varias formas de mensajes de distracción
a.- Un funcionario diplomático, por una serie de indicios, percibe que es interceptado ya que su país se encuentra en situación de tensa relación diplomática con otro país. En este caso el diplomático puede ponerse de acuerdo con su Cancillería para en determinado momento enviar una información falsa por fax que se sabe va a ser interceptada, a fin de que el Servicio de Inteligencia en búsqueda de información o casi en situación de acoso, empiece a buscar pistas por otro lado, hecho que permite distraer la atención de las comunicaciones reservadas por otros medios que tiene el representante con su representada.
b.- Similar caso con intercambio de información telefónica.
c.- Dejar mensajes escritos a mano con información equivocada a medio terminar, cuando el representante diplomático se va a ausentar de su vivienda y sabe que su residencia va a ser “visitada” por el Servicio de Inteligencia del país receptor. En este caso, se “siembran” invisibles trampas para saber si ha ocurrido o no.
d.- Mencionar, supuestamente en privado pero en el marco de una reunión pública donde se sabe que se está siendo interceptado, que una información de vital importancia es llevada a su destino por una persona cuyo nombre es inventado y que los documentos ya salieron del país, con escala en tal o cual sitio antes de llegar a donde se espera recibir la información. 
En algunos casos, el mensaje de distracción es una sabrosa forma de responder por otros medios al acoso extremo, visiblemente incómodo y lindando en lo grotesco que por desesperación es realizado por un servicio de inteligencia hacia un diplomático que representa un país en situación de guerra o que representa, debido a ruptura de relaciones diplomáticas, a otro país en situación de guerra . 
Mensajes de distracción han sido utilizados, entre otros innumerables casos, durante la guerra de las Malvinas.
Esta ilegal forma de búsqueda de información realizada por los servicios de inteligencia normalmente se orientan a embajadas, representaciones ante organismos internacionales, altas esferas del gobierno de un país, empresas de alta tecnología e inclusive organismos internacionales (por ejemplo, caso de espionaje de los servicios de inteligencia británicos a Kofi Annan en su oficina de las Naciones Unidas).